# Цюрих (кантон)
Цюрих е един от кантоните на Швейцария. Населението му е 1 371 007 жители (декември 2011 г.), а има площ от 1729 кв. км. Административен център е град Цюрих. Официалният език е немският. По данни от 2010 г. 23,7% от жителите на кантона са хора с чуждо гражданство.